# Publius Sempronius Tuditanus
Pour les articles homonymes, voir Sempronius Tuditanus.
Publius Sempronius Tuditanus est un consul de la République romaine durant la deuxième guerre punique. Il se distingue à l'issue de la bataille de Cannes. Il intervient militairement en Gaule cisalpine, en Macédoine et dans le Bruttium.

## Biographie
En 216 av. J.-C., il est tribun militaire et fait partie des 10 000 hommes restés en réserve lors de la bataille de Cannes, qui a été une terrible défaite de l'armée romaine face à l'armée carthaginoise commandée par Hannibal Barca. Refusant de se rendre aux Carthaginois, il traverse de nuit les rangs ennemis avec seulement 600 compagnons et parvient à se mettre en sureté à Canusium. Sa conduite est citée en exemple lors des débats au Sénat, pour rejeter la proposition de racheter les prisonniers faits par les Carthaginois.
En 214 av. J.-C., il est édile curule puis comme préteur l'année suivante, il est affecté à Ariminum en Gaule cisalpine avec deux légions. Il s'empare de la cité d'Atrinum, faisant plus de sept mille prisonniers. Son affectation est prolongée comme propréteur en 212 and 211 av. J.-C.
En 209 av. J.-C., Sempronius Tuditanus est élu censeur avec Marcus Cornelius Cethegus (consul en -204), tous deux avant d'avoir été consul, ce qui est exceptionnel. Il s'oppose à son collègue pour la désignation du Princeps senatus, chacun interprétant les usages de façon différente. Cethegus penche pour Titus Manlius Torquatus (censeur en 231 av. J.-C.), mais il lui préfère Quintus Fabius Maximus, qui a été élu censeur en 230. Après discussion, Cethegus cède et Tuditanus promeut Quintus Fabius Maximus Verrucosus comme prince du Sénat. Les chevaliers défaits à la bataille de Cannes et qui se trouvaient en Sicile sont sanctionnés par la privation de leur cheval public, et l'obligation de servir dix campagnes avec un cheval à leur charge. Enfin, les censeurs taxent tous les jeunes gens mobilisables qui n'avaient pas encore servi dans l'armée.
En 205 av. J.-C., il intervient en Macédoine avec dix mille fantassins et mille cavaliers pour soutenir la Ligue étolienne  contre Philippe V de Macédoine. il est l'un des négociateurs du Traité de Phoenicé qui met fin à la Première Guerre de Macédoine, traité rapidement conclu car les Romains veulent concentrer leurs forces en Italie contre Hannibal. Sempronius Tuditanus est élu consul in absentis, étant encore en Grèce au moment des élections à Rome.
En 204 av. J.-C., il est consul, avec de nouveau comme collègue Marcus Cornelius Cethegus et reçoit la mission de défendre le Bruttium contre Hannibal Barca. Ses troupes en marche affrontent à l'improviste celles d'Hannibal près de Crotone et doivent se replier avec des pertes. Le lendemain, ayant reçu des renforts, Sempronius bat Hannibal et l'oblige à s'enfermer dans Crotone, puis s'empare de Consentia.  
En 200 av. J.-C., il est un des trois ambassadeurs envoyés à Ptolémée V d'Égypte pour annoncer la défaite carthaginoise et obtenir le maintien de son alliance avec Rome, en cas de nouvelle guerre entre Rome et Philippe V.